# The Best of Both Worlds (R. Kelly e Jay-Z)
The Best of Both Worlds è un album in studio dei rapper statunitensi R. Kelly & Jay-Z, pubblicato nel 2002 da Jive Records, Roc-A-Fella Records e Def Jam.

## Descrizione
Dopo aver collaborato a qualche brano assieme, nel gennaio 2002 i due annunciano l'uscita dell'album in una conferenza stampa a New York. Il 22 febbraio, l'album è bootleggato online e la data di pubblicazione è anticipata di una settimana per combattere la pirateria. L'album viene presentato con aspettative di grande successo commerciale, tuttavia, nel febbraio 2002, una fonte anonima invia un filmato al Chicago Sun-Times che mostrerebbe R. Kelly con una ragazza minorenne in un contesto sessuale.
R. Kelly proclama la propria innocenza e subito dopo la Def Jam decide di annullare ogni piano promozionale per l'album, inclusi i videoclip musicali per i tre singoli e il tour inizialmente programmato.
Jay-Z dichiara di non voler essere associato in alcun modo a R. Kelly.

## Accoglienza
| Recensione           | Giudizio |
| -------------------- | -------- |
| AllMusic             | [ 1 ]    |
| Entertainment Weekly | C+       |
| Robert Christgau     | **       |
| Rolling Stone        | [ 16 ]   |
| USA Today            | [ 11 ]   |
| RapReviews           | [ 3 ]    |
| HipHopDX             | [ 17 ]   |

Il disco ottiene recensioni negative dai critici. Salvo qualche brano, l'album è «sotto gli standard ed è uno dei peggiori lavori di entrambi», non riuscendo nell'obiettivo di coniugare i due mondi. Interamente prodotto dai Trackmasters, l'album debutta al secondo posto della Billboard 200 vendendo 223 000 copie ed è ritenuto un flop commerciale, vendendo complessivamente meno della metà delle singole opere di entrambi gli artisti. Nel giugno seguente, R. Kelly è arrestato con 21 capi d'imputazione per pornografia infantile in seguito alla conferma di alcuni testimoni sul fatto che la ragazzina nel sex tape abbia 14 anni. Nel 2008 è assolto da tutte le accuse.
A causa della collaborazione di Jay-Z con R. Kelly, cantante che arrivava da un recente scandalo sessuale con una minorenne e che in passato era sospettato di aver abusato di Aaliyah, lo storico fondatore della Roc-A-Fella Dame Dash, legato ad Aaliyah in precedenza, decide di non prendere parte al progetto. Secondo lo stesso Dash, il disco è tra le cause che porteranno alla rottura dei rapporti tra lui e Jay-Z e alla conseguente chiusura della storica label Roc-A-Fella.

## Tracce
1. The Best of Both Worlds – 3:12 (S. Carter, R. Kelly, D. Wesley) – Megahertz
2. Take You Home With Me – 3:35 (S. Carter, R. Kelly, S. Barnes, J.C. Oliver) – R. Kelly, Poke and Tone
3. Break Up to Make Up – 4:08 (S. Carter, R. Kelly, S. Barnes, J.C. Olivier) – R. Kelly, Poke and Tone
4. It Ain't Personal – 4:24 (S. Carter, R. Kelly) – R. Kelly, Poke and Tone
5. The Streets – 4:34 (S. Carter, R. Kelly) – R. Kelly
6. Green Light (featuring Beanie Sigel) – 2:48 (S. Carter, R. Kelly, D. Grant) – R. Kelly, Tone (co-prod.)
7. Naked – 3:08 (R. Kelly) – R. Kelly
8. Shake Ya Body (featuring Lil' Kim) – 3:19 (S. Carter, R. Kelly, K. Jones, S. Barnes, J.C. Olivier) – R. Kelly, Poke and Tone
9. Somebody's Girl – 3:41 (S. Carter, R. Kelly, S. Barnes, J.C. Olivier) – R. Kelly, Poke and Tone
10. Get This Money – 3:04 (S. Carter, R. Kelly) – R. Kelly, Tone (co-prod.)
11. Shorty – 4:10 (S. Carter, R. Kelly, S. Barnes, J.C. Olivier) – R. Kelly, Poke and Tone
12. Honey – 4:02 (S. Carter, R. Kelly, S. Barnes, J.C. Olivier, M. Gibb, B. Gibb, R. Gibb) – Poke & Tone, R. Kelly
13. Pussy (featuring Devin the Dude) – 4:50 (S. Carter, R. Kelly) – Charlemagne

## Classifiche

### Classifiche settimanali
| Classifica (2002)         | Posizione massima |
| ------------------------- | ----------------- |
| Austria                   | 73                |
| Belgio (Vallonia)         | 37                |
| Francia                   | 20                |
| Germania                  | 22                |
| Paesi Bassi               | 12                |
| Regno Unito               | 37                |
| Stati Uniti               | 2                 |
| US Top R&B/Hip-Hop Albums | 1                 |
| Svizzera                  | 18                |
| Svezia                    | 42                |

### Classifiche di fine anno
| Classifica (2002)         | Posizione massima |
| ------------------------- | ----------------- |
| Stati Uniti               | 99                |
| US Top R&B/Hip-Hop Albums | 15                |